# Apiocera lugubris
Apiocera lugubris är en tvåvingeart som beskrevs av Paramonov 1953. Apiocera lugubris ingår i släktet Apiocera och familjen Apioceridae. Inga underarter finns listade i Catalogue of Life.